# Iwan Illarionowitsch Messjazew

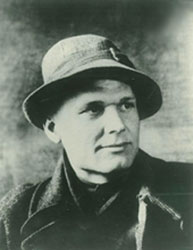
Iwan Illarionowitsch Messjazew

Iwan Illarionowitsch Messjazew  (russisch Иван Илларионович Месяцев; * 20. Junijul. / 2. Juli 1885greg. in der Oblast Terek, Russisches Kaiserreich; † 7. Mai 1940 in Moskau) war ein russisch-sowjetischer Zoologe und Ozeanologe.

## Leben
Iwan Messjazew wurde im nördlichen Kaukasus geboren. Seine Vorfahren waren Kosaken aus dem Saporoger Sitsch. Nachdem Räuber seine Eltern bei einem Überfall getötet hatten, wuchs er bei seinem Onkel auf. Er besuchte das Gymnasium in Wladikawkas und begann 1904 ein Studium am Technologischen Institut in Sankt Petersburg. Während der Russischen Revolution von 1905 wurde er wegen seiner Teilnahme an einer Studentendemonstration ausgewiesen und ging nach Wladikawkas zurück, wo er Propagandaarbeit in Militäreinheiten betrieb. Er wurde verhaftet und zu einem Jahr Gefängnis verurteilt. Bis 1909 wurde er drei weitere Male verhaftet und anschließend unter Polizeiaufsicht gestellt. Nach erfolglosen Versuchen, an das Technologische Institut zurückzukehren, begann Messjazew 1908 ein Studium an der naturwissenschaftlichen Fakultät der Moskauer Staatlichen Universität. Sein Lehrer, der Direktor des Zoologischen Museums der Universität Grigori Koschewnikow (1866–1933), schickte ihn 1910 nach Frankreich an die meeresbiologischen Stationen in Arcachon und Villefranche-sur-Mer. Im Sommer 1911 arbeitete Messjazew an der biologischen Station in Alexandrowsk (heute Poljarny) an der Murmanküste. Nachdem er 1912 sein Studium angeschlossen hatte, wurde er 1913 Assistent am Zoologischen Museum. Er machte sich um den Ausbau der biologischen Station in Kossino verdient und unternahm 1917 eine Expedition an den Baikalsee. Er blieb bis 1932 in Forschung und Lehre an der Moskauer Universität tätig. 1929 wurde er zum außerordentlichen Professor berufen. Von 1929 bis 1930 war er Dekan der physikalisch-mathematischen Fakultät.
1921 war Messjazew einer der Initiatoren und der erste Direktor des Schwimmenden Meeresbiologischen Instituts (Плавучий морской научный институт). Die per Dekret des Rates der Volkskommissare der RSFSR vom 10. März 1921 gegründete Einrichtung hatte die Aufgabe, den Arktischen Ozean mit seinen Meeren, Flussmündungen, Inseln und angrenzenden Küsten Europas und Asiens zu untersuchen. Im selben Jahr leitete Messjazew die erste sowjetische ozeanographische Expedition. Sie führte an Bord des Eisbrechers Malygin in die Barentssee. 1922 bekam das Institut ein eigenes Forschungsschiff. Die Persei war mit sieben Laboratorien ausgestattet und bot Platz für 20 Wissenschaftler. Von 1923 bis 1927 leitete Messjazew die jährlichen Expeditionsreisen in das Weiße Meer, die Barents-, die Kara- und die Grönlandsee, nach Spitzbergen, Nowaja Semlja und Franz-Josef-Land. Zur Untersuchung der Wanderungen wichtiger Nutzfische setzte er auch Flugzeuge ein.
1929 wurde Messjazew Direktor des Staatlichen Ozeanographischen Instituts (Государственный океанографический институт), bis es 1933 mit dem Zentralen Forschungsinstitut der Fischereiwirtschaft (Центральным научно-исследовательским институтом рыбного хозяйства) zum Allunions-Forschungsinstituts für Fischerei und Ozeanographie (Всесоюзный научно-исследовательский институт рыбного хозяйства и океанографии) zusammengelegt wurde. Gleichzeitig besetzte er den Lehrstuhl für Zoologie am Moskauer Städtischen Pädagogischen Institut und den für Darwinismus am Staatlichen Pädagogischen Institut. 1938 wurde er zum Doktor promoviert.
Messjazew starb 1940 in Moskau und wurde in der Mauer des Nowodewitschi-Klosters beigesetzt.
Messjazew zu Ehren wurde ein sowjetisches Forschungsschiff auf den Namen Professor Messjazew getauft. Auch das Murmansker Meeresfischerei-College trägt seinen Namen. Ein Kap der Eva-Liv-Insel im Archipel Franz-Josef-Land wurde in den 1950er Jahren nach Messjazew benannt. Im Jahr 2018 hatte sich die Eiskappe der Insel so weit zurückgezogen, dass das frühere Kap nun eine eigenständige Insel darstellt.

## Schaffen
Iwan Messjazews wissenschaftliche Interessen waren breit gefächert. Er arbeitete auf den Gebieten der Embryologie der Gastropoden, der Zytologie, der Histologie, der Protozoologie und der Ozeanografie. Er war ein hervorragender Lehrer und gilt als Begründer der sowjetischen Ozeanologie. Sein Hauptarbeitsgebiet wurde schließlich die marine Ichthyologie und die Fischereiwissenschaft. Durch sorgfältiges Studium der Biologie und der Umweltbedingungen der Fische in der Barentssee erkannte er das Potenzial dieses Meeres für die sowjetische Fischereiwirtschaft.

## Werke
Die Publikationsliste Iwan Messjazews umfasst 37 Arbeiten.

### Auswahl
- К эмбриологии Gastropoda (Onchidiopsis glacialis M. Sars.). In: Дневник Зоол. отд. об-ва любит, ест., антр. и этногр., нов. сер. Band 3, Nr. 4, 1913 (russisch).
- Die Verteilung des Eises im Barentsmeer im Jahre 1926. In: Dr. A. Petermann’s Mitteilungen aus Justus Perthes' Geographischer Anstalt. Band 73, 1927, S. 277–279.
- Parasitische Copepoden aus dem Baikal-See. In: Archiv für Naturgeschichte. Band 92A, Nr. 4, 1928, S. 120–134 (PDF; 2,67 MB).
- Trawl und Bodengreifer als Fangwerkzeuge der Bodentiere. In: Archiv fur Hydrobiologie. Band 21, 1930.